# En østjysk købstad
En østjysk købstad er en dansk dokumentarfilm fra 1957 instrueret af Knud Leif Thomsen efter eget manuskript.

## Handling
Hverdagen i en stor, dansk købstad, en moderne og levende by med nye forretningskvarterer og gamle bindingsværkshuse som baggrund for det travle arbejde i erhvervsvirksomheder og fabrikker, i hjem og sociale institutioner - byen hvor 13 landeveje mødes med søvejen i den moderne havn: Randers.